# Прогресс (Почепский район)
Прогресс — посёлок в Почепском районе Брянской области, входит в состав Валуецкого сельского поселения.

## История
В 1964 году Указом Президиума ВС РСФСР посёлок Погореловка переименован в Прогресс.

## Население
| 2010 | 2013 |
| ---- | ---- |
| 12   | ↘11  |